# Oscar för bästa regi
Oscar för bästa regi är ett pris som ges till den person som den amerikanska filmakademien anser vara den bästa regissören från året före. Regissören som tilldelas priset erhåller en Oscarstatyett och får möjligheten att hålla ett tal vid en årlig ceremoni. Alla utom 21 av de 78 Oscar som delats ut för bästa regi var till filmer som även vann priset för bästa film. Akademien har valt ut en regissör av fem nominerade varje år de senaste sju decennierna för att emotta äran. För de första Oscarceremonierna, som började 1927, hyllade ceremonin de bästa filmerna som släpptes under ett år mellan augusti ett år och påföljande augusti. Ceremonin gick sedermera över till att hylla de filmer som släppts under ett kalenderår.
Medan priset anses vara ett bra sätt att samla de mest framgångsrika och talangfulla amerikanska regissörerna, har flera hyllade regissörer som Akira Kurosawa, Ingmar Bergman, Sergio Leone, Stanley Kubrick, John Cassavetes och Orson Welles aldrig vunnit priset. Alfred Hitchcock och Robert Altman, som blivit nominerade fem gånger, anses också vara bra regissörer som aldrig vunnit Oscar för bästa regi.
John Ford är den enda regissör som har fyra Oscar för bästa regi, följt av Frank Capra och William Wyler med tre stycken. 2010 blev Kathryn Bigelow första kvinna att vinna Oscar för bästa regi. Flera svenskar har även blivit nominerade i kategorin, dock utan vinst, till exempel Jan Troell (1972) och Ingmar Bergman (1973, 1976 och 1983).

## Vinnare och nominerade

### 1920-talet
Det allra första året var priset indelat i dramatisk regi och komisk regi.
| År            | Regissör         | Film                                          |
| ------------- | ---------------- | --------------------------------------------- |
| 1927/28 (1:a) | Drama            | Drama                                         |
| 1927/28 (1:a) | Frank Borzage    | I sjunde himlen                               |
| 1927/28 (1:a) | Herbert Brenon   | Livets växlingar                              |
| 1927/28 (1:a) | King Vidor       | En av de många                                |
| 1927/28 (1:a) | Komedi           |                                               |
| 1927/28 (1:a) | Lewis Milestone  | Tusen och ett skratt                          |
| 1927/28 (1:a) | Ted Wilde        | Hurra, va' ja är bra!                         |
| 1928/29 (2:a) | Frank Lloyd      | Lady Hamiltons kärlekssaga                    |
| 1928/29 (2:a) | Lionel Barrymore | Madame X                                      |
| 1928/29 (2:a) | Harry Beaumont   | Broadways melodi                              |
| 1928/29 (2:a) | Irving Cummings  | In Old Arizona                                |
| 1928/29 (2:a) | Frank Lloyd      | I kärlekens fälla och Sångaren från Sing-Sing |
| 1928/29 (2:a) | Ernst Lubitsch   | Patrioten                                     |

### 1930-talet
| År            | Regissör            | Film                                                     |
| ------------- | ------------------- | -------------------------------------------------------- |
| 1929/30 (3:e) | Lewis Milestone     | På västfronten intet nytt                                |
| 1929/30 (3:e) | Clarence Brown      | Anna Christie och Romantik                               |
| 1929/30 (3:e) | Robert Z. Leonard   | Mannens moral - och kvinnans                             |
| 1929/30 (3:e) | Ernst Lubitsch      | Prinsgemålen                                             |
| 1929/30 (3:e) | King Vidor          | Halleluja!                                               |
| 1930/31 (4:e) | Norman Taurog       | Pappas pojke på äventyr                                  |
| 1930/31 (4:e) | Clarence Brown      | Farlig kärlek                                            |
| 1930/31 (4:e) | Lewis Milestone     | Det stora reportaget                                     |
| 1930/31 (4:e) | Wesley Ruggles      | Cimarron                                                 |
| 1930/31 (4:e) | Josef von Sternberg | Marocko                                                  |
| 1931/32 (5:e) | Frank Borzage       | En dålig flicka?                                         |
| 1931/32 (5:e) | King Vidor          | En hjälte                                                |
| 1931/32 (5:e) | Josef von Sternberg | Shanghaiexpressen                                        |
| 1932/33 (6:e) | Frank Lloyd         | Cavalcade                                                |
| 1932/33 (6:e) | Frank Capra         | Lady för en dag                                          |
| 1932/33 (6:e) | George Cukor        | Unga kvinnor                                             |
| 1934 (7:e)    | Frank Capra         | Det hände en natt                                        |
| 1934 (7:e)    | Victor Schertzinger | Den sjungande Venus                                      |
| 1934 (7:e)    | W.S. Van Dyke       | Den gäckande skuggan                                     |
| 1935 (8:e)    | John Ford           | Angivaren                                                |
| 1935 (8:e)    | Michael Curtiz      | Kapten Blod (write-in kandidat, ej officiell nominering) |
| 1935 (8:e)    | Henry Hathaway      | En bengalisk lansiär                                     |
| 1935 (8:e)    | Frank Lloyd         | Myteri                                                   |
| 1936 (9:e)    | Frank Capra         | En gentleman kommer till stan                            |
| 1936 (9:e)    | Gregory La Cava     | Godfrey ordnar allt                                      |
| 1936 (9:e)    | Robert Z. Leonard   | Den store Ziegfeld                                       |
| 1936 (9:e)    | W.S. Van Dyke       | San Francisco                                            |
| 1936 (9:e)    | William Wyler       | Varför byta männen hustru?                               |
| 1937 (10:e)   | Leo McCarey         | Min fru har en fästman                                   |
| 1937 (10:e)   | William Dieterle    | Emile Zolas liv                                          |
| 1937 (10:e)   | Sidney Franklin     | Den goda jorden                                          |
| 1937 (10:e)   | Gregory La Cava     | Förbjuden ingång                                         |
| 1937 (10:e)   | William A. Wellman  | Skandal i Hollywood                                      |
| 1938 (11:e)   | Frank Capra         | Komedin om oss människor                                 |
| 1938 (11:e)   | Michael Curtiz      | Panik i gangstervärlden                                  |
| 1938 (11:e)   | Michael Curtiz      | Fyra döttrar                                             |
| 1938 (11:e)   | Norman Taurog       | Han som tänkte med hjärtat                               |
| 1938 (11:e)   | King Vidor          | Citadellet                                               |
| 1939 (12:e)   | Victor Fleming      | Borta med vinden                                         |
| 1939 (12:e)   | Frank Capra         | Mr Smith i Washington                                    |
| 1939 (12:e)   | John Ford           | Diligensen                                               |
| 1939 (12:e)   | Sam Wood            | Adjö, Mr. Chips                                          |
| 1939 (12:e)   | William Wyler       | Svindlande höjder                                        |

### 1940-talet
| År          | Regissör             | Film                            |
| ----------- | -------------------- | ------------------------------- |
| 1940 (13:e) | John Ford            | Vredens druvor                  |
| 1940 (13:e) | George Cukor         | En skön historia                |
| 1940 (13:e) | Alfred Hitchcock     | Rebecca                         |
| 1940 (13:e) | Sam Wood             | Kitty Foyle - ung modern kvinna |
| 1940 (13:e) | William Wyler        | Brevet                          |
| 1941 (14:e) | John Ford            | Jag minns min gröna dal         |
| 1941 (14:e) | Alexander Hall       | Min ande på villovägar          |
| 1941 (14:e) | Howard Hawks         | Sergeant York                   |
| 1941 (14:e) | Orson Welles         | En sensation                    |
| 1941 (14:e) | William Wyler        | Kvinnan utan nåd                |
| 1942 (15:e) | William Wyler        | Mrs. Miniver                    |
| 1942 (15:e) | Michael Curtiz       | Yankee Doodle Dandy             |
| 1942 (15:e) | John Farrow          | Till sista man                  |
| 1942 (15:e) | Mervyn LeRoy         | Slumpens skördar                |
| 1942 (15:e) | Sam Wood             | Ringar på vattnet               |
| 1943 (16:e) | Michael Curtiz       | Casablanca                      |
| 1943 (16:e) | Clarence Brown       | Vi människor                    |
| 1943 (16:e) | Henry King           | Sången om Bernadette            |
| 1943 (16:e) | Ernst Lubitsch       | Himlen kan vänta                |
| 1943 (16:e) | George Stevens       | Ungkarlsfällan                  |
| 1944 (17:e) | Leo McCarey          | Vandra min väg                  |
| 1944 (17:e) | Alfred Hitchcock     | Livbåt                          |
| 1944 (17:e) | Henry King           | Wilson                          |
| 1944 (17:e) | Otto Preminger       | Laura                           |
| 1944 (17:e) | Billy Wilder         | Kvinna utan samvete             |
| 1945 (18:e) | Billy Wilder         | Förspillda dagar                |
| 1945 (18:e) | Clarence Brown       | Över alla hinder                |
| 1945 (18:e) | Alfred Hitchcock     | Trollbunden                     |
| 1945 (18:e) | Leo McCarey          | Klockorna i S:t Mary            |
| 1945 (18:e) | Jean Renoir          | Sydstataren                     |
| 1946 (19:e) | William Wyler        | De bästa åren                   |
| 1946 (19:e) | Clarence Brown       | Hjortkalven                     |
| 1946 (19:e) | Frank Capra          | Livet är underbart              |
| 1946 (19:e) | David Lean           | Kort möte                       |
| 1946 (19:e) | Robert Siodmak       | Hämnarna                        |
| 1947 (20:e) | Elia Kazan           | Tyst överenskommelse            |
| 1947 (20:e) | George Cukor         | Dubbelliv                       |
| 1947 (20:e) | Edward Dmytryk       | Hämnden är rättvis              |
| 1947 (20:e) | Henry Koster         | Ängel på prov                   |
| 1947 (20:e) | David Lean           | Lysande utsikter                |
| 1948 (21:a) | John Huston          | Sierra Madres skatt             |
| 1948 (21:a) | Anatole Litvak       | Ormgropen                       |
| 1948 (21:a) | Jean Negulesco       | Våld i mörker                   |
| 1948 (21:a) | Laurence Olivier     | Hamlet                          |
| 1948 (21:a) | Fred Zinnemann       | Det dagas                       |
| 1949 (22:a) | Joseph L. Mankiewicz | Min man - eller din?            |
| 1949 (22:a) | Carol Reed           | Ögonvittnet                     |
| 1949 (22:a) | Robert Rossen        | Alla kungens män                |
| 1949 (22:a) | William A. Wellman   | På främmande mark               |
| 1949 (22:a) | William Wyler        | Arvtagerskan                    |

### 1950-talet
| År          | Regissör             | Film                         |
| ----------- | -------------------- | ---------------------------- |
| 1950 (23:e) | Joseph L. Mankiewicz | Allt om Eva                  |
| 1950 (23:e) | George Cukor         | Född i går                   |
| 1950 (23:e) | John Huston          | I asfaltens djungel          |
| 1950 (23:e) | Carol Reed           | Den tredje mannen            |
| 1950 (23:e) | Billy Wilder         | Sunset Boulevard             |
| 1951 (24:e) | George Stevens       | En plats i solen             |
| 1951 (24:e) | John Huston          | Afrikas drottning            |
| 1951 (24:e) | Elia Kazan           | Linje Lusta                  |
| 1951 (24:e) | Vincente Minnelli    | En amerikan i Paris          |
| 1951 (24:e) | William Wyler        | Polisstation 21              |
| 1952 (25:e) | John Ford            | Hans vilda fru               |
| 1952 (25:e) | Cecil B. DeMille     | Världens största show        |
| 1952 (25:e) | John Huston          | Målaren på Moulin Rouge      |
| 1952 (25:e) | Joseph L. Mankiewicz | Affären Cicero               |
| 1952 (25:e) | Fred Zinnemann       | Sheriffen                    |
| 1953 (26:e) | Fred Zinnemann       | Härifrån till evigheten      |
| 1953 (26:e) | George Stevens       | Mannen från vidderna         |
| 1953 (26:e) | Charles Walters      | Lili                         |
| 1953 (26:e) | Billy Wilder         | Fångläger nr 17              |
| 1953 (26:e) | William Wyler        | Prinsessa på vift            |
| 1954 (27:e) | Elia Kazan           | Storstadshamn                |
| 1954 (27:e) | Alfred Hitchcock     | Fönstret åt gården           |
| 1954 (27:e) | George Seaton        | Mannen du gav mig            |
| 1954 (27:e) | William A. Wellman   | Mellan himmel och hav        |
| 1954 (27:e) | Billy Wilder         | Sabrina                      |
| 1955 (28:e) | Delbert Mann         | Marty                        |
| 1955 (28:e) | Elia Kazan           | Öster om Eden                |
| 1955 (28:e) | David Lean           | Sommarens dårskap            |
| 1955 (28:e) | Joshua Logan         | Utflykt i det gröna          |
| 1955 (28:e) | John Sturges         | En man steg av tåget         |
| 1956 (29:e) | George Stevens       | Jätten                       |
| 1956 (29:e) | Michael Anderson     | Jorden runt på 80 dagar      |
| 1956 (29:e) | Walter Lang          | Kungen och jag               |
| 1956 (29:e) | King Vidor           | Krig och fred                |
| 1956 (29:e) | William Wyler        | Folket i den lyckliga dalen  |
| 1957 (30:e) | David Lean           | Bron över floden Kwai        |
| 1957 (30:e) | Joshua Logan         | Sayonara                     |
| 1957 (30:e) | Sidney Lumet         | 12 edsvurna män              |
| 1957 (30:e) | Mark Robson          | Lek i mörker                 |
| 1957 (30:e) | Billy Wilder         | Åklagarens vittne            |
| 1958 (31:a) | Vincente Minnelli    | Gigi, ett lättfärdigt stycke |
| 1958 (31:a) | Richard Brooks       | Katt på hett plåttak         |
| 1958 (31:a) | Stanley Kramer       | Kedjan                       |
| 1958 (31:a) | Mark Robson          | Värdshuset Sjätte Lyckan     |
| 1958 (31:a) | Robert Wise          | Jag vill leva!               |
| 1959 (32:a) | William Wyler        | Ben-Hur                      |
| 1959 (32:a) | Jack Clayton         | Plats på toppen              |
| 1959 (32:a) | George Stevens       | Anne Franks dagbok           |
| 1959 (32:a) | Billy Wilder         | I hetaste laget              |
| 1959 (32:a) | Fred Zinnemann       | Nunnan                       |

### 1960-talet
| År          | Regissör                     | Film                            |
| ----------- | ---------------------------- | ------------------------------- |
| 1960 (33:e) | Billy Wilder                 | Ungkarlslyan                    |
| 1960 (33:e) | Jack Cardiff                 | Söner och älskare               |
| 1960 (33:e) | Jules Dassin                 | Aldrig på en söndag             |
| 1960 (33:e) | Alfred Hitchcock             | Psycho                          |
| 1960 (33:e) | Fred Zinnemann               | Viddernas vagabond              |
| 1961 (34:e) | Robert Wise & Jerome Robbins | West Side Story                 |
| 1961 (34:e) | Federico Fellini             | Det ljuva livet                 |
| 1961 (34:e) | Stanley Kramer               | Dom i Nürnberg                  |
| 1961 (34:e) | Robert Rossen                | Fifflaren                       |
| 1961 (34:e) | J. Lee Thompson              | Kanonerna på Navarone           |
| 1962 (35:e) | David Lean                   | Lawrence av Arabien             |
| 1962 (35:e) | Pietro Germi                 | Skilsmässa på italienska        |
| 1962 (35:e) | Robert Mulligan              | Skuggor över Södern             |
| 1962 (35:e) | Arthur Penn                  | Miraklet                        |
| 1962 (35:e) | Frank Perry                  | David och Lisa                  |
| 1963 (36:e) | Tony Richardson              | Tom Jones                       |
| 1963 (36:e) | Federico Fellini             | 8 ½                             |
| 1963 (36:e) | Elia Kazan                   | Amerika Amerika                 |
| 1963 (36:e) | Otto Preminger               | Kardinalen                      |
| 1963 (36:e) | Martin Ritt                  | Vildast av dem alla             |
| 1964 (37:e) | George Cukor                 | My Fair Lady                    |
| 1964 (37:e) | Michael Cacoyannis           | Zorba                           |
| 1964 (37:e) | Peter Glenville              | Becket                          |
| 1964 (37:e) | Stanley Kubrick              | Dr. Strangelove                 |
| 1964 (37:e) | Robert Stevenson             | Mary Poppins                    |
| 1965 (38:e) | Robert Wise                  | Sound of Music                  |
| 1965 (38:e) | David Lean                   | Doktor Zjivago                  |
| 1965 (38:e) | John Schlesinger             | Darling                         |
| 1965 (38:e) | Hiroshi Teshigahara          | Kvinnan i sanden                |
| 1965 (38:e) | William Wyler                | Samlaren                        |
| 1966 (39:e) | Fred Zinnemann               | En man för alla tider           |
| 1966 (39:e) | Michelangelo Antonioni       | Blow-up - förstoringen          |
| 1966 (39:e) | Richard Brooks               | De professionella               |
| 1966 (39:e) | Claude Lelouch               | En man och en kvinna            |
| 1966 (39:e) | Mike Nichols                 | Vem är rädd för Virginia Woolf? |
| 1967 (40:e) | Mike Nichols                 | Mandomsprovet                   |
| 1967 (40:e) | Richard Brooks               | Med kallt blod                  |
| 1967 (40:e) | Norman Jewison               | I nattens hetta                 |
| 1967 (40:e) | Stanley Kramer               | Gissa vem som kommer på middag  |
| 1967 (40:e) | Arthur Penn                  | Bonnie och Clyde                |
| 1968 (41:a) | Carol Reed                   | Oliver!                         |
| 1968 (41:a) | Anthony Harvey               | Så tuktas ett lejon             |
| 1968 (41:a) | Stanley Kubrick              | 2001 – Ett rymdäventyr          |
| 1968 (41:a) | Gillo Pontecorvo             | Slaget om Alger                 |
| 1968 (41:a) | Franco Zeffirelli            | Romeo och Julia                 |
| 1969 (42:a) | John Schlesinger             | Midnight Cowboy                 |
| 1969 (42:a) | Costa-Gavras                 | Z – han lever                   |
| 1969 (42:a) | George Roy Hill              | Butch Cassidy och Sundance Kid  |
| 1969 (42:a) | Arthur Penn                  | Alices restaurant               |
| 1969 (42:a) | Sydney Pollack               | När man skjuter hästar så...    |

### 1970-talet
| År          | Regissör                   | Film                                      |
| ----------- | -------------------------- | ----------------------------------------- |
| 1970 (43:e) | Franklin J. Schaffner      | Patton – Pansargeneralen                  |
| 1970 (43:e) | Robert Altman              | M*A*S*H                                   |
| 1970 (43:e) | Federico Fellini           | Fellinis Satyricon                        |
| 1970 (43:e) | Arthur Hiller              | Love Story                                |
| 1970 (43:e) | Ken Russell                | När kvinnor älskar                        |
| 1971 (44:e) | William Friedkin           | French Connection – Lagens våldsamma män  |
| 1971 (44:e) | Peter Bogdanovich          | Den sista föreställningen                 |
| 1971 (44:e) | Norman Jewison             | Spelman på taket                          |
| 1971 (44:e) | Stanley Kubrick            | A Clockwork Orange                        |
| 1971 (44:e) | John Schlesinger           | Söndag, satans söndag                     |
| 1972 (45:e) | Bob Fosse                  | Cabaret                                   |
| 1972 (45:e) | John Boorman               | Den sista färden                          |
| 1972 (45:e) | Francis Ford Coppola       | Gudfadern                                 |
| 1972 (45:e) | Joseph L. Mankiewicz       | Sleuth - spårhunden                       |
| 1972 (45:e) | Jan Troell                 | Utvandrarna                               |
| 1973 (46:e) | George Roy Hill            | Blåsningen                                |
| 1973 (46:e) | Ingmar Bergman             | Viskningar och rop                        |
| 1973 (46:e) | Bernardo Bertolucci        | Sista tangon i Paris                      |
| 1973 (46:e) | William Friedkin           | Exorcisten                                |
| 1973 (46:e) | George Lucas               | Sista natten med gänget                   |
| 1974 (47:e) | Francis Ford Coppola       | Gudfadern del II                          |
| 1974 (47:e) | John Cassavetes            | En kvinna under påverkan                  |
| 1974 (47:e) | Bob Fosse                  | Lenny Bruce                               |
| 1974 (47:e) | Roman Polański             | Chinatown                                 |
| 1974 (47:e) | François Truffaut          | Dag som natt                              |
| 1975 (48:e) | Miloš Forman               | Gökboet                                   |
| 1975 (48:e) | Robert Altman              | Nashville                                 |
| 1975 (48:e) | Federico Fellini           | Amarcord                                  |
| 1975 (48:e) | Stanley Kubrick            | Barry Lyndon                              |
| 1975 (48:e) | Sidney Lumet               | En satans eftermiddag                     |
| 1976 (49:e) | John G. Avildsen           | Rocky                                     |
| 1976 (49:e) | Ingmar Bergman             | Ansikte mot ansikte                       |
| 1976 (49:e) | Sidney Lumet               | Network                                   |
| 1976 (49:e) | Alan J. Pakula             | Alla presidentens män                     |
| 1976 (49:e) | Lina Wertmüller            | Mannen som köpte sitt liv                 |
| 1977 (50:e) | Woody Allen                | Annie Hall                                |
| 1977 (50:e) | George Lucas               | Stjärnornas krig                          |
| 1977 (50:e) | Herbert Ross               | Vändpunkten                               |
| 1977 (50:e) | Steven Spielberg           | Närkontakt av tredje graden               |
| 1977 (50:e) | Fred Zinnemann             | Julia                                     |
| 1978 (51:a) | Michael Cimino             | Deer Hunter                               |
| 1978 (51:a) | Woody Allen                | Interiors                                 |
| 1978 (51:a) | Hal Ashby                  | Hemkomsten                                |
| 1978 (51:a) | Warren Beatty & Buck Henry | Himlen kan vänta                          |
| 1978 (51:a) | Alan Parker                | Midnight Express                          |
| 1979 (52:a) | Robert Benton              | Kramer mot Kramer                         |
| 1979 (52:a) | Francis Ford Coppola       | Apocalypse                                |
| 1979 (52:a) | Bob Fosse                  | Showtime                                  |
| 1979 (52:a) | Édouard Molinaro           | Får jag presentera: Min mamma, herr Albin |
| 1979 (52:a) | Peter Yates                | Loppet är kört                            |

### 1980-talet
| År          | Regissör             | Film                            |
| ----------- | -------------------- | ------------------------------- |
| 1980 (53:e) | Robert Redford       | En familj som andra             |
| 1980 (53:e) | David Lynch          | Elefantmannen                   |
| 1980 (53:e) | Roman Polański       | Tess                            |
| 1980 (53:e) | Richard Rush         | Stuntmannen                     |
| 1980 (53:e) | Martin Scorsese      | Tjuren från Bronx               |
| 1981 (54:e) | Warren Beatty        | Reds                            |
| 1981 (54:e) | Hugh Hudson          | Triumfens ögonblick             |
| 1981 (54:e) | Louis Malle          | Atlantic City, U.S.A.           |
| 1981 (54:e) | Mark Rydell          | Sista sommaren                  |
| 1981 (54:e) | Steven Spielberg     | Jakten på den försvunna skatten |
| 1982 (55:e) | Richard Attenborough | Gandhi                          |
| 1982 (55:e) | Sidney Lumet         | Domslutet                       |
| 1982 (55:e) | Wolfgang Petersen    | Das Boot                        |
| 1982 (55:e) | Sydney Pollack       | Tootsie                         |
| 1982 (55:e) | Steven Spielberg     | E.T. the Extra-Terrestrial      |
| 1983 (56:e) | James L. Brooks      | Ömhetsbevis                     |
| 1983 (56:e) | Bruce Beresford      | På nåd och onåd                 |
| 1983 (56:e) | Ingmar Bergman       | Fanny och Alexander             |
| 1983 (56:e) | Mike Nichols         | Silkwood                        |
| 1983 (56:e) | Peter Yates          | Påklädaren                      |
| 1984 (57:e) | Miloš Forman         | Amadeus                         |
| 1984 (57:e) | Woody Allen          | Broadway Danny Rose             |
| 1984 (57:e) | Robert Benton        | En plats i mitt hjärta          |
| 1984 (57:e) | Roland Joffé         | Dödens fält                     |
| 1984 (57:e) | David Lean           | En färd till Indien             |
| 1985 (58:e) | Sydney Pollack       | Mitt Afrika                     |
| 1985 (58:e) | Hector Babenco       | Spindelkvinnans kyss            |
| 1985 (58:e) | John Huston          | Prizzis heder                   |
| 1985 (58:e) | Akira Kurosawa       | Ran                             |
| 1985 (58:e) | Peter Weir           | Vittne till mord                |
| 1986 (59:e) | Oliver Stone         | Plutonen                        |
| 1986 (59:e) | Woody Allen          | Hannah och hennes systrar       |
| 1986 (59:e) | James Ivory          | Ett rum med utsikt              |
| 1986 (59:e) | Roland Joffé         | The Mission                     |
| 1986 (59:e) | David Lynch          | Blue Velvet                     |
| 1987 (60:e) | Bernardo Bertolucci  | Den siste kejsaren              |
| 1987 (60:e) | John Boorman         | Hope and Glory                  |
| 1987 (60:e) | Lasse Hallström      | Mitt liv som hund               |
| 1987 (60:e) | Norman Jewison       | Mångalen                        |
| 1987 (60:e) | Adrian Lyne          | Farlig förbindelse              |
| 1988 (61:a) | Barry Levinson       | Rain Man                        |
| 1988 (61:a) | Charles Crichton     | En fisk som heter Wanda         |
| 1988 (61:a) | Mike Nichols         | Working Girl                    |
| 1988 (61:a) | Alan Parker          | Mississippi brinner             |
| 1988 (61:a) | Martin Scorsese      | Kristi sista frestelse          |
| 1989 (62:a) | Oliver Stone         | Född den fjärde juli            |
| 1989 (62:a) | Woody Allen          | Små och stora brott             |
| 1989 (62:a) | Kenneth Branagh      | Henrik V                        |
| 1989 (62:a) | Jim Sheridan         | Min vänstra fot                 |
| 1989 (62:a) | Peter Weir           | Döda poeters sällskap           |

### 1990-talet
| År          | Regissör             | Film                           |
| ----------- | -------------------- | ------------------------------ |
| 1990 (63:e) | Kevin Costner        | Dansar med vargar              |
| 1990 (63:e) | Francis Ford Coppola | Gudfadern del III              |
| 1990 (63:e) | Stephen Frears       | Svindlarna                     |
| 1990 (63:e) | Barbet Schroeder     | Mysteriet von Bülow            |
| 1990 (63:e) | Martin Scorsese      | Maffiabröder                   |
| 1991 (64:e) | Jonathan Demme       | När lammen tystnar             |
| 1991 (64:e) | Barry Levinson       | Bugsy                          |
| 1991 (64:e) | Ridley Scott         | Thelma & Louise                |
| 1991 (64:e) | John Singleton       | Boyz n the Hood                |
| 1991 (64:e) | Oliver Stone         | JFK                            |
| 1992 (65:e) | Clint Eastwood       | De skoningslösa                |
| 1992 (65:e) | Robert Altman        | Spelaren                       |
| 1992 (65:e) | Martin Brest         | En kvinnas doft                |
| 1992 (65:e) | James Ivory          | Howards End                    |
| 1992 (65:e) | Neil Jordan          | The Crying Game                |
| 1993 (66:e) | Steven Spielberg     | Schindler's List               |
| 1993 (66:e) | Robert Altman        | Short Cuts                     |
| 1993 (66:e) | Jane Campion         | Pianot                         |
| 1993 (66:e) | James Ivory          | Återstoden av dagen            |
| 1993 (66:e) | Jim Sheridan         | I faderns namn                 |
| 1994 (67:e) | Robert Zemeckis      | Forrest Gump                   |
| 1994 (67:e) | Woody Allen          | Kulregn över Broadway          |
| 1994 (67:e) | Krzysztof Kieślowski | Den röda filmen                |
| 1994 (67:e) | Robert Redford       | Quiz Show                      |
| 1994 (67:e) | Quentin Tarantino    | Pulp Fiction                   |
| 1995 (68:e) | Mel Gibson           | Braveheart                     |
| 1995 (68:e) | Mike Figgis          | Farväl Las Vegas               |
| 1995 (68:e) | Chris Noonan         | Babe – den modiga lilla grisen |
| 1995 (68:e) | Michael Radford      | Il postino - postiljonen       |
| 1995 (68:e) | Tim Robbins          | Dead Man Walking               |
| 1996 (69:e) | Anthony Minghella    | Den engelske patienten         |
| 1996 (69:e) | Joel Coen            | Fargo                          |
| 1996 (69:e) | Miloš Forman         | Larry Flynt – skandalernas man |
| 1996 (69:e) | Scott Hicks          | Shine                          |
| 1996 (69:e) | Mike Leigh           | Hemligheter och lögner         |
| 1997 (70:e) | James Cameron        | Titanic                        |
| 1997 (70:e) | Peter Cattaneo       | Allt eller inget               |
| 1997 (70:e) | Atom Egoyan          | Ljuva morgondag                |
| 1997 (70:e) | Curtis Hanson        | L.A. konfidentiellt            |
| 1997 (70:e) | Gus Van Sant         | Will Hunting                   |
| 1998 (71:a) | Steven Spielberg     | Rädda menige Ryan              |
| 1998 (71:a) | Roberto Benigni      | Livet är underbart             |
| 1998 (71:a) | John Madden          | Shakespeare in Love            |
| 1998 (71:a) | Terrence Malick      | Den tunna röda linjen          |
| 1998 (71:a) | Peter Weir           | Truman Show                    |
| 1999 (72:a) | Sam Mendes           | American Beauty                |
| 1999 (72:a) | Lasse Hallström      | Ciderhusreglerna               |
| 1999 (72:a) | Spike Jonze          | I huvudet på John Malkovich    |
| 1999 (72:a) | Michael Mann         | The Insider                    |
| 1999 (72:a) | M. Night Shyamalan   | Sjätte sinnet                  |

### 2000-talet
| År          | Regissör                    | Film                                        |
| ----------- | --------------------------- | ------------------------------------------- |
| 2000 (73:e) | Steven Soderbergh           | Traffic                                     |
| 2000 (73:e) | Stephen Daldry              | Billy Elliot                                |
| 2000 (73:e) | Ang Lee                     | Crouching Tiger, Hidden Dragon              |
| 2000 (73:e) | Ridley Scott                | Gladiator                                   |
| 2000 (73:e) | Steven Soderbergh           | Erin Brockovich                             |
| 2001 (74:e) | Ron Howard                  | A Beautiful Mind                            |
| 2001 (74:e) | Robert Altman               | Gosford Park                                |
| 2001 (74:e) | Peter Jackson               | Sagan om ringen                             |
| 2001 (74:e) | David Lynch                 | Mulholland Drive                            |
| 2001 (74:e) | Ridley Scott                | Black Hawk Down                             |
| 2002 (75:e) | Roman Polański              | The Pianist                                 |
| 2002 (75:e) | Pedro Almodóvar             | Tala med henne                              |
| 2002 (75:e) | Stephen Daldry              | Timmarna                                    |
| 2002 (75:e) | Rob Marshall                | Chicago                                     |
| 2002 (75:e) | Martin Scorsese             | Gangs of New York                           |
| 2003 (76:e) | Peter Jackson               | Sagan om konungens återkomst                |
| 2003 (76:e) | Sofia Coppola               | Lost in Translation                         |
| 2003 (76:e) | Clint Eastwood              | Mystic River                                |
| 2003 (76:e) | Fernando Meirelles          | Guds stad                                   |
| 2003 (76:e) | Peter Weir                  | Master and Commander - Bortom världens ände |
| 2004 (77:e) | Clint Eastwood              | Million Dollar Baby                         |
| 2004 (77:e) | Taylor Hackford             | Ray                                         |
| 2004 (77:e) | Mike Leigh                  | Vera Drake                                  |
| 2004 (77:e) | Alexander Payne             | Sideways                                    |
| 2004 (77:e) | Martin Scorsese             | The Aviator                                 |
| 2005 (78:e) | Ang Lee                     | Brokeback Mountain                          |
| 2005 (78:e) | George Clooney              | Good Night, and Good Luck.                  |
| 2005 (78:e) | Paul Haggis                 | Crash                                       |
| 2005 (78:e) | Bennett Miller              | Capote                                      |
| 2005 (78:e) | Steven Spielberg            | München                                     |
| 2006 (79:e) | Martin Scorsese             | The Departed                                |
| 2006 (79:e) | Clint Eastwood              | Letters from Iwo Jima                       |
| 2006 (79:e) | Stephen Frears              | The Queen                                   |
| 2006 (79:e) | Alejandro González Iñárritu | Babel                                       |
| 2006 (79:e) | Paul Greengrass             | United 93                                   |
| 2007 (80:e) | Joel Coen och Ethan Coen    | No Country for Old Men                      |
| 2007 (80:e) | Paul Thomas Anderson        | There Will Be Blood                         |
| 2007 (80:e) | Tony Gilroy                 | Michael Clayton                             |
| 2007 (80:e) | Jason Reitman               | Juno                                        |
| 2007 (80:e) | Julian Schnabel             | Fjärilen i glaskupan                        |
| 2008 (81:a) | Danny Boyle                 | Slumdog Millionaire                         |
| 2008 (81:a) | Stephen Daldry              | The Reader                                  |
| 2008 (81:a) | David Fincher               | Benjamin Buttons otroliga liv               |
| 2008 (81:a) | Ron Howard                  | Frost/Nixon                                 |
| 2008 (81:a) | Gus Van Sant                | Milk                                        |
| 2009 (82:a) | Kathryn Bigelow             | The Hurt Locker                             |
| 2009 (82:a) | James Cameron               | Avatar                                      |
| 2009 (82:a) | Lee Daniels                 | Precious                                    |
| 2009 (82:a) | Jason Reitman               | Up in the Air                               |
| 2009 (82:a) | Quentin Tarantino           | Inglourious Basterds                        |

### 2010-talet
| År          | Regissör                    | Film                                            |
| ----------- | --------------------------- | ----------------------------------------------- |
| 2010 (83:e) | Tom Hooper                  | The King's Speech                               |
| 2010 (83:e) | Darren Aronofsky            | Black Swan                                      |
| 2010 (83:e) | Joel Coen och Ethan Coen    | True Grit                                       |
| 2010 (83:e) | David Fincher               | Social Network                                  |
| 2010 (83:e) | David O. Russell            | The Fighter                                     |
| 2011 (84:e) | Michel Hazanavicius         | The Artist                                      |
| 2011 (84:e) | Woody Allen                 | Midnatt i Paris                                 |
| 2011 (84:e) | Terrence Malick             | The Tree of Life                                |
| 2011 (84:e) | Alexander Payne             | The Descendants                                 |
| 2011 (84:e) | Martin Scorsese             | Hugo Cabret                                     |
| 2012 (85:e) | Ang Lee                     | Berättelsen om Pi                               |
| 2012 (85:e) | Michael Haneke              | Amour                                           |
| 2012 (85:e) | David O. Russell            | Du gör mig galen!                               |
| 2012 (85:e) | Steven Spielberg            | Lincoln                                         |
| 2012 (85:e) | Benh Zeitlin                | Beasts of the Southern Wild                     |
| 2013 (86:e) | Alfonso Cuarón              | Gravity                                         |
| 2013 (86:e) | Steve McQueen               | 12 Years a Slave                                |
| 2013 (86:e) | Alexander Payne             | Nebraska                                        |
| 2013 (86:e) | David O. Russell            | American Hustle                                 |
| 2013 (86:e) | Martin Scorsese             | The Wolf of Wall Street                         |
| 2014 (87:e) | Alejandro González Iñárritu | Birdman or (The Unexpected Virtue of Ignorance) |
| 2014 (87:e) | Wes Anderson                | The Grand Budapest Hotel                        |
| 2014 (87:e) | Richard Linklater           | Boyhood                                         |
| 2014 (87:e) | Bennett Miller              | Foxcatcher                                      |
| 2014 (87:e) | Morten Tyldum               | The Imitation Game                              |
| 2015 (88:e) | Alejandro González Iñárritu | The Revenant                                    |
| 2015 (88:e) | Lenny Abrahamson            | Room                                            |
| 2015 (88:e) | Tom McCarthy                | Spotlight                                       |
| 2015 (88:e) | Adam McKay                  | The Big Short                                   |
| 2015 (88:e) | George Miller               | Mad Max: Fury Road                              |
| 2016 (89:e) | Damien Chazelle             | La La Land                                      |
| 2016 (89:e) | Mel Gibson                  | Hacksaw Ridge                                   |
| 2016 (89:e) | Barry Jenkins               | Moonlight                                       |
| 2016 (89:e) | Kenneth Lonergan            | Manchester by the Sea                           |
| 2016 (89:e) | Denis Villeneuve            | Arrival                                         |
| 2017 (90:e) | Guillermo del Toro          | The Shape of Water                              |
| 2017 (90:e) | Paul Thomas Anderson        | Phantom Thread                                  |
| 2017 (90:e) | Greta Gerwig                | Lady Bird                                       |
| 2017 (90:e) | Christopher Nolan           | Dunkirk                                         |
| 2017 (90:e) | Jordan Peele                | Get Out                                         |
| 2018 (91:a) | Alfonso Cuarón              | Roma                                            |
| 2018 (91:a) | Yorgos Lanthimos            | The Favourite                                   |
| 2018 (91:a) | Spike Lee                   | BlacKkKlansman                                  |
| 2018 (91:a) | Adam McKay                  | Vice                                            |
| 2018 (91:a) | Paweł Pawlikowski           | Cold War                                        |
| 2019 (92:a) | Bong Joon-ho                | Parasit                                         |
| 2019 (92:a) | Sam Mendes                  | 1917                                            |
| 2019 (92:a) | Todd Phillips               | Joker                                           |
| 2019 (92:a) | Martin Scorsese             | The Irishman                                    |
| 2019 (92:a) | Quentin Tarantino           | Once Upon a Time in Hollywood                   |

### 2020-talet
| År             | Regissör                         | Film                              |
| -------------- | -------------------------------- | --------------------------------- |
| 2020/21 (93:e) | Chloé Zhao                       | Nomadland                         |
| 2020/21 (93:e) | Thomas Vinterberg                | En runda till                     |
| 2020/21 (93:e) | David Fincher                    | Mank                              |
| 2020/21 (93:e) | Lee Isaac Chung                  | Minari                            |
| 2020/21 (93:e) | Emerald Fennell                  | Promising Young Woman             |
| 2021 (94:e)    | Jane Campion                     | The Power of the Dog              |
| 2021 (94:e)    | Kenneth Branagh                  | Belfast                           |
| 2021 (94:e)    | Ryusuke Hamaguchi                | Drive My Car                      |
| 2021 (94:e)    | Paul Thomas Anderson             | Licorice Pizza                    |
| 2021 (94:e)    | Steven Spielberg                 | West Side Story                   |
| 2022 (95:e)    | Daniel Kwan och Daniel Scheinert | Everything Everywhere All at Once |
| 2022 (95:e)    | Todd Field                       | Tár                               |
| 2022 (95:e)    | Martin McDonagh                  | The Banshees of Inisherin         |
| 2022 (95:e)    | Ruben Östlund                    | Triangle of Sadness               |
| 2022 (95:e)    | Steven Spielberg                 | The Fabelmans                     |
| 2023 (96:e)    | Christopher Nolan                | Oppenheimer                       |
| 2023 (96:e)    | Justine Triet                    | Fritt fall                        |
| 2023 (96:e)    | Martin Scorsese                  | Killers of the Flower Moon        |
| 2023 (96:e)    | Giorgos Lanthimos                | Poor Things                       |
| 2023 (96:e)    | Jonathan Glazer                  | The Zone of Interest              |
| 2024 (97:e)    | Sean Baker                       | Anora                             |
| 2024 (97:e)    | Brady Corbet                     | Brutalisten                       |
| 2024 (97:e)    | James Mangold                    | A Complete Unknown                |
| 2024 (97:e)    | Jacques Audiard                  | Emilia Pérez                      |
| 2024 (97:e)    | Coralie Fargeat                  | The Substance                     |

## Regissörer med flera vinster
4 vinster:
- John Ford

3 vinster:
- Frank Capra
- William Wyler

2 vinster:

- Frank Borzage
- Alfonso Cuarón
- Clint Eastwood
- Miloš Forman
- Alejandro González Iñárritu
- Elia Kazan
- David Lean
- Ang Lee
- Frank Lloyd
- Joseph L. Mankiewicz
- Leo McCarey
- Lewis Milestone
- Steven Spielberg
- George Stevens
- Oliver Stone
- Billy Wilder
- Robert Wise
- Fred Zinnemann

## Regissörer med flera nomineringar
12 nomineringar:
- William Wyler

10 nomineringar:
- Martin Scorsese

9 nomineringar:
- Steven Spielberg

8 nomineringar:
- Billy Wilder

7 nomineringar:
- Woody Allen
- David Lean
- Fred Zinnemann

6 nomineringar:
- Frank Capra

5 nomineringar:

- Robert Altman
- Clarence Brown
- George Cukor
- Michael Curtiz
- John Ford
- Alfred Hitchcock
- John Huston
- Elia Kazan
- George Stevens
- King Vidor

4 nomineringar:

- Francis Ford Coppola
- Clint Eastwood
- Federico Fellini
- Stanley Kubrick
- Frank Lloyd
- Sidney Lumet
- Joseph L. Mankiewicz
- Mike Nichols
- Peter Weir

3 nomineringar:

- Paul Thomas Anderson
- Ingmar Bergman
- Richard Brooks
- Joel Coen
- Stephen Daldry
- David Fincher
- Miloš Forman
- Bob Fosse
- Alejandro González Iñárritu
- James Ivory
- Norman Jewison
- Stanley Kramer
- Ang Lee
- Ernst Lubitsch
- David Lynch
- Leo McCarey
- Lewis Milestone
- Alexander Payne
- Arthur Penn
- Roman Polanski
- Sydney Pollack
- Carol Reed
- David O. Russell
- John Schlesinger
- Ridley Scott
- Oliver Stone
- Quentin Tarantino
- William A. Wellman
- Robert Wise
- Sam Wood

2 nomineringar:

- Warren Beatty
- Robert Benton
- Bernardo Bertolucci
- John Boorman
- Frank Borzage
- Kenneth Branagh
- Jane Campion
- James Cameron
- Ethan Coen
- Alfonso Cuarón
- Stephen Frears
- William Friedkin
- Mel Gibson
- Lasse Hallström
- Ron Howard
- Peter Jackson
- Roland Joffé
- Henry King
- Gregory La Cava
- Giorgos Lanthimos
- Mike Leigh
- Robert Z. Leonard
- Barry Levinson
- Joshua Logan
- George Lucas
- Terrence Malick
- Adam McKay
- Sam Mendes
- Bennett Miller
- Vincente Minnelli
- Christopher Nolan
- Alan Parker
- Otto Preminger
- Robert Redford
- Jason Reitman
- Mark Robson
- Robert Rossen
- George Roy Hill
- Jim Sheridan
- Steven Soderbergh
- Josef von Sternberg
- Norman Taurog
- W.S. Van Dyke
- Gus Van Sant
- Peter Yates